# A Quiet American: Ralph Rucci & Paris
A Quiet American: Ralph Rucci & Paris je francouzsko-britský dokumentární film, který pojednává o módním návrháři Ralphu Ruccim. Natočil jej režisér C. S. Leigh. Premiéru měl během Newyorského týdne módy v únoru 2012. Snímek vznikal čtyři roky, což se nezamlouvalo Rucciho sestře Rosině. Rucciho návrhářská společnost do filmu investovala na 400 000 dolarů. Snímek se soustředí na Rucciho vztah k Paříži. Dále ve filmu vystupovali různí Rucciho klienti či spolupracovníci a obdivovatelé, například Lee Radziwill, návrhář Francisco Costa a módní novináři Hamish Bowles a Andre Leon Talley. Ve snímku se kromě rozhovorů nachází také záznam z Rucciho pařížských přehlídek z let 2007 a 2008.